# Sà Phìn
Sà Phìn est une commune du district rural de Dong Van dans la province de Hà Giang au Viêt Nam. 
Elle compte environ 2 200 habitants, dont la plupart sont Hmong. 
Sà Phìn était le site de résidence des rois Hmong de la province de Hà Giang. On peut en particulier y visiter l’ancien palais du roi des Hmong, Vuong Chinh Duc, classé monument architectural et artistique national en 1993.

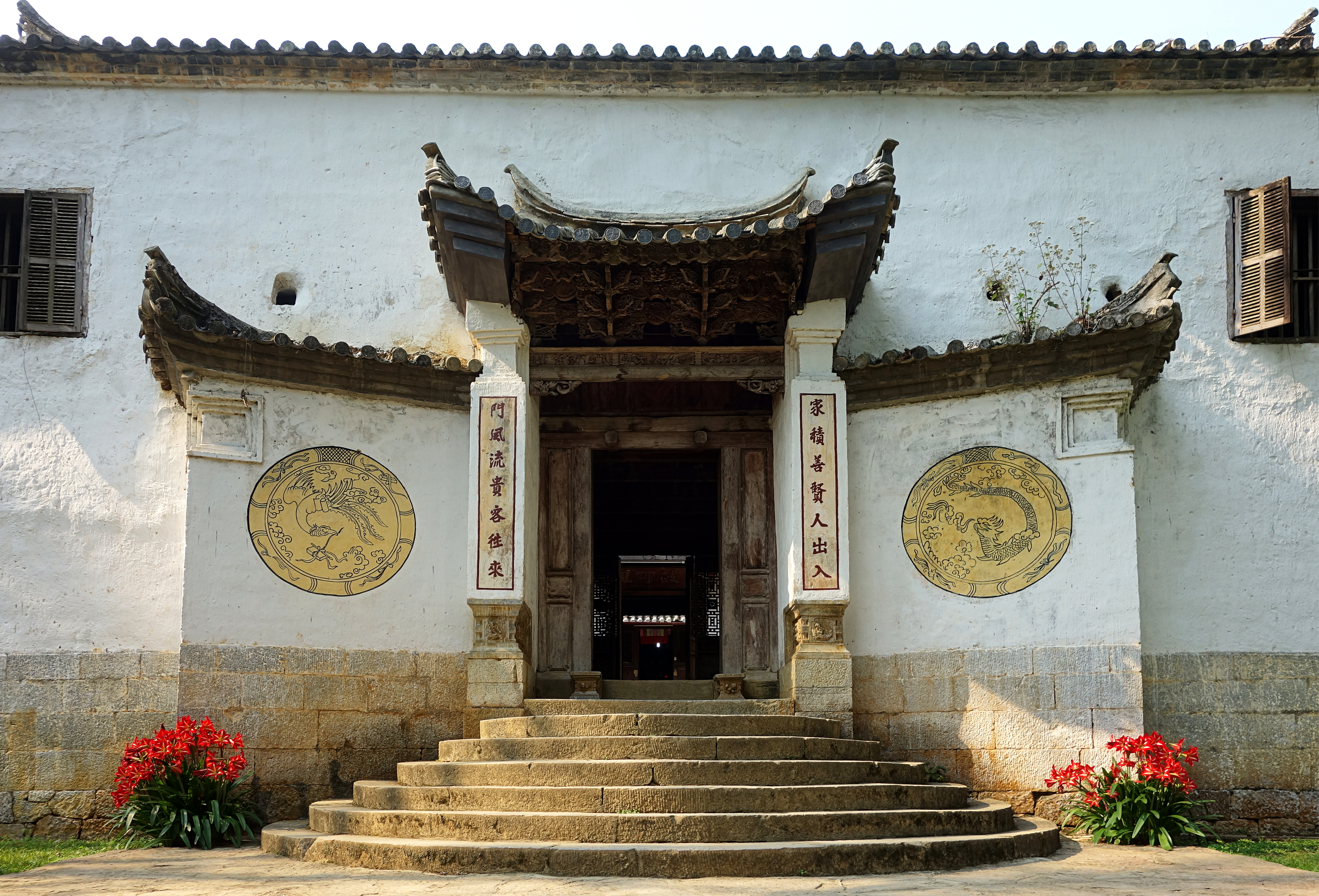
Entrée du palais du Seigneur Hmong